# جیمی کالینز (بازیکن فوتبال، زاده ۱۹۷۸)
جیمی کالینز (انگلیسی: Jamie Collins؛ زادهٔ ۲۸ مهٔ ۱۹۷۸) بازیکن فوتبال اهل بریتانیا است.
از باشگاه‌هایی که در آن بازی کرده‌است می‌توان به باشگاه فوتبال کرو آلکساندرا، باشگاه فوتبال نورتویچ ویکتوریا و باشگاه فوتبال کیدرمینستر هاریرس اشاره کرد.